# Vår Gud, till dig du skapat oss
Vår Gud, till dig du skapat oss är en psalm av Britt G Hallqvist som diktades år 1984. Musiken är skriven av Louis Bourgeois i Genève år 1551. Den används även till Så älskade Gud världen all.

## Publicerad i
- Den svenska psalmboken 1986 som nr 337 under rubriken "Treenigheten".
- Psalmer och Sånger 1987 som nr 352 under rubriken "Fader, Son och Ande - Treenigheten".[1]